# Johnny Cooper
Johnny Cooper, britanski častnik in operativec, * 6. junij 1922, † 12. julij 2002.
Cooper je bil eden od izvirnih članov L odreda, predhodnika SAS. Od leta 1941 do 1943 je sodeloval v mnogih operacijah v Severni Afriki, nakar je bil poslan v častniško šolo.
Ob operaciji Overlord je bil poveljnik tropa v A eskadronu, 1. SAS polk. Po koncu vojne je bil demobiliziran.
Leta 1951 se je ponovno aktiviral in se pridružil kopenski vojski. Poslan je bil v Malajo, kjer se je pridružil 22. SAS polku, kjer je izmenično poveljaval A, B in C eskadronom.
V tem času je, skupaj s Alistarjem MacGregorjem, razvil padalsko tehniko drevesnega skakanja.
1960 je bil premeščen v Omarski severnomejni polk, nato pa je postal namestnik poveljnika Muškatnega polka.
1963 se je spet pridružil SASu, ko je vodil tajno misijo v Jemen, kjer so pomagali rojalističnim upornikom.
Leta 1966 se je upokojil.

## Napredovanja
- 1960 - podpolkovnik